# Gusborn
Gusborn település Németországban, azon belül Alsó-Szászország tartományban. Lakosainak száma 1272 fő (2023. december 31.). Gusborn Lüchow, Trebel és Langendorf községekkel határos.

## Népesség
A település népességének változása:
| Lakosok száma | 1202 | 1194 | 1205 | 1233 | 1261 | 1272 |
|               | 2016 | 2017 | 2019 | 2021 | 2022 | 2023 |